# 保導連盟事件
保導連盟事件（ほどうれんめいじけん）とは、朝鮮戦争の最中である1950年6月25日、韓国国軍、韓国警察、李承晩大統領支持者らが共産主義からの転向者やその家族を再教育するためとして設立されていた統制組織である「国民保導連盟」の加盟者や収監中の政治犯や民間人などを大量虐殺した事件。韓国では保導協会員虐殺事件とも呼ばれる。
被害者は公式に確認されているもので4934人、20万人から120万人とする主張もある。1960年の四月革命直後に、この事件の遺族会である全国血虐殺者遺族会が遺族の申告をもとに報告書を作成したが、その報告書は虐殺された人数を114万人としている。
韓国では近年まで事件に触れることがタブー視され、この事件自体が表に出ることはなかったが、1990年代末に、韓国各地で被害者の遺体が発掘され、実際にあった事件であることが確認された。「虐殺は共産主義者によっておこなわれた」と言われてきたが、2009年11月 、真実和解のための過去史整理委員会を通じて、韓国政府は、韓国軍、警察という韓国の国家機関が主導して民間人が虐殺され犠牲になったことを確認したと発表した。

## 経緯

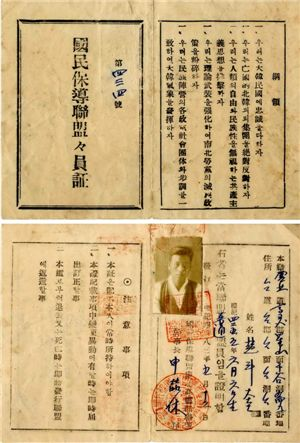
保導連盟の登録者証

### 国民保導連盟による共産主義者への弾圧
日本の敗戦時、朝鮮の抗日勢力においては民族主義者の潮流が衰退し、共産主義者が各地で主流を占めていた。李承晩率いる大韓民国政府は、ストライキや武装闘争を挑む南朝鮮労働党（南労党）を中心とする共産勢力に対して弾圧を行い、1948年12月1日、国家保安法を制定。1949年6月5日、要監視対象者の教化と統制をおこなう思想保護観察団体「国民保導連盟」を組織し、翌年にかけて末端組織を全国に拡大した。
「大韓民国絶対支持」「北傀儡政権絶対反対」「共産主義排撃粉砕」「南北労党暴露粉砕」を綱領に掲げるこの組織には、転向した党員が登録されたほか、抵抗を続ける党員の家族や単なる同調者に対しても登録すれば共産主義者として処罰しないとして加盟が勧められた。保導連盟に登録すると食料配給がスムーズに行われたため、食料目当てに登録した人々も多かったといわれ、警察や体制に協力する民間団体が左翼取り締まりの成績を上げるために無関係な人物を登録することもあったともいう。

### 朝鮮戦争から処刑へ
1950年6月25日、朝鮮戦争が勃発。朝鮮人民軍が南進しソウルに迫った。6月27日、李承晩大統領は保導連盟員や南朝鮮労働党関係者を処刑するよう命令を発し、同日中にソウルを脱出した。韓国軍、警察は釜山にまで後退する一方、保導連盟に登録していた人民を危険分子と見なして大田刑務所などで大虐殺を行った。

### 処刑が行われた地域

#### 慶尚南道
また、朝鮮人民軍が侵攻していない非戦闘地域の釜山・馬山・済州の刑務所などでも韓国軍や韓国警察により市民や囚人達が虐殺されたことが確認されている。
また、晋州刑務所に収監されていた民間人を馬山の廃坑に連行して虐殺した。

#### 済州島
済州では同時期に済州島四・三事件による虐殺もなされている。

#### 忠清北道
韓国中部の忠清北道清州市、清原郡でも虐殺が行われ、清原郡では、100体以上の虐殺体が発見されており、犠牲者は7000人に上るとされている。

#### 全羅南道
韓国南西部の全羅南道咸平郡の村では、韓国陸軍第11師団によって無実の村民たちが虐殺されたことが明らかにされている。村民たちは韓国軍によって一同に集められると機関銃で一斉射撃を浴びせられ、銃撃が終わると、韓国軍将校は「生存者は助けるので立ち上がるように」と呼びかけ、これに応じて立ち上がった人々にはさらなる銃撃が加えられた。
調査委員会は「人道に対する罪」であるとしている。

#### 慶尚北道
1950年7月から9月にかけて、慶尚北道永川市や洛東江近辺の村々では、韓国軍と韓国警察によって、数百名の村民と保導連盟員が虐殺されたことが確認されている。また、韓国政府の調査によってアメリカ合衆国の情報機関も虐殺を感知していたことが明らかにされている。

### 韓国政府の弁明
韓国当局は彼らが朝鮮人民軍に呼応して反乱することを恐れたと弁明した。また、ソウルに侵攻した北朝鮮にとっても、保導連盟員は党を捨てて敵の体制に協力した者にほかならず、追及・粛清の対象となった。再び、アメリカ・韓国軍がソウルを奪還すると北朝鮮の協力者とされたものたちは虐殺された。

## 虐殺の被害者数
「朝鮮戦争前後民間人虐殺真相糾明と名誉回復のための汎国民委員会」の研究では60万人から120万人が虐殺されたとしている。李承晩大統領が失脚した1960年の四月革命直後に、全国血虐殺者遺族会が、遺族たちの申告をもとに報告書を作成したが、その報告書は虐殺された人数を114万人としている。韓国政府の「真実・和解のための過去史整理委員会（ko）」は朝鮮戦争の初期に韓国政府によって子供を含む少なくとも10万人以上の人々を殺害し、排水溝や炭鉱や海に遺棄したことを確認している。

## 記録・証言

### アメリカ、イギリス、オーストラリア
公開されたアメリカ軍の機密書類にはアメリカ軍将校の立会いと虐殺の承認などの詳細が記録されている。イギリス人やオーストラリア人の目撃もあり、アメリカ軍少佐はワシントンに虐殺の写真を報告しているが半世紀の間隠蔽され続けてきた。また、アメリカ軍司令官のダグラス・マッカーサーにも報告されていたが止めようとした形跡は見つかっていない。

### 韓国人の証言
2000年、BBCは12,13歳の少女がアメリカ人の目の前で処刑されたと報じた。また、韓国海軍が遺体を海上に投棄したとする韓国海軍提督による証言も掲載した。
2007年12月3日に『ニューヨーク・タイムズ』は、キム・ヨンスク韓国陸軍憲兵軍曹が1950年6月に韓国陸軍の命令に従い、共産主義者の嫌疑をかけられ警察署に拘留されている人々を殺害したとする証言を報じた。キム・ヨンスクは、「銃撃を始めると人々は逃げようとしたがワイヤーで数珠つなぎにされており、ワイヤーが腕を斬り裂き服を真っ赤にした」など具体的な虐殺の証言を行った。『ニューヨーク・タイムズ』は、女性や子供を含めた数万人もの非武装の市民が裁判もなしに虐殺されたと報じるとともに、韓国政府が2005年に設立した調査委員会の調査によってアメリカ軍機やアメリカ軍地上部隊が非武装の市民を殺害していたことが明らかにされたことも報じている。

2011年6月30日の韓国裁判所は本事件の遺族が国を相手取り、国側が時効を過ぎたなどを主張した裁判において、
1.本質的に国家は、その国家を構成する存在である国民を保護する義務を負い、いかなる場合においても、適切な法的手続きなしに国民の生命を奪うことはできない。
2.（保導連盟事件は）個人に対して国家機関が組織を通じて集団的に行った、または国家権力の庇護や黙認の下で組織的に行われた基本権侵害である。

3.これまで生死確認を求める遺族に対し、処刑者名簿等を3級秘密に指定することによって真相を隠蔽した国家が、今更、遺族が上記集団虐殺の全容を把握して事前に訴訟を提起できなかったことを責める趣旨で時効を過ぎたなどと主張して債務履行を拒絶することは著しく不当であり、信義誠実の原則に反するものである。
と結論している。

## 盧武鉉政権による「過去史」清算事業
李承晩以来の独裁的・軍事的政権を批判する立場からは、体制によって隠匿されてきた権力犯罪の一環として糾明の対象となり、盧武鉉政権による「過去史」清算事業の対象の一つとなった。
2008年1月24日、盧武鉉大統領は保導連盟事件の犠牲者追悼式に送ったメッセージで、国家権力の不法行為に対して包括的な形で謝罪を表明した。

以下、謝罪文全文。
尊敬する蔚山市民の皆さん、
そして保導連盟事件の遺族の皆様、
58年前に発生した、保導連盟事件は韓国現代史における大きな悲劇です。 左右派の対立による混乱の中で、多くの人々が保導連盟に加入し、6・25戦争（朝鮮戦争）の中でわけも知らずに連行され、殺害されました。 そして、その遺族たちは、長い間屈辱に苦しめられ、「悔しい」という一言も言えずに何十年も過ごさなければなりませんでした。
私は大統領として国家を代表して、当時の国家権力が犯した違法行為について心からお詫び申し上げます。そして、犠牲になられた方々のご冥福をお祈りし、ご遺族の皆様に深いお悔やみを申し上げます。
また、この場をお借りして、過去に国家権力の過ちによって犠牲になったり、被害を受けられたすべての方々とご遺族の皆様に、改めてお詫びとお見舞いを申し上げます。そして、二度とこのようなことが繰り返されないよう、私たち全員が気を引き締めていかなければなりません。
国民の皆様、
過去清算事業は私たちの未来のために必ず必要なことです。
真実を明らかにし、恨みを晴らし、名誉を回復し、真の和解を成し遂げようということです。 毀損された国家権力の道徳性と信頼を回復しようということです。 さらに、育ち盛りの子供たちに正しい歴史を教えるためです。
まだ疑惑がある事件があれば、その真相を明らかにしなければなりません。 そして、すでに明らかになったことについては、名誉回復、謝罪と和解、追悼事業、再発防止対策などのフォローアップを着実に進めていかなければなりません。
過去清算事業が適切に推進されるよう、今後も国民の皆様の積極的な関心とご支援をお願いいたします。

ありがとうございました。

### 批判
韓国紙・朝鮮日報は、2007年3月15日付の社説で「過去史委員会による壮大な予算の無駄遣い」と題し、保導連盟事件の調査にあたる「真実・和解のための過去史整理委員会」（委員長・宋基寅（ソン・ギイン））を指し、「趣味程度に過去の歴史を書き直したいのなら、何も国民の税金にたからずに「過去史書き換え同好会」の会員たちで募金活動でも行って、必要経費をまかなうべきだろう」と述べ、真相究明への否定的な社説を発表している。

## 関連作品

### 文学
タブーとされた軍警による国民殺害に触れた早い例として、文学作品では趙廷来『太白山脈』（1987年出版）がある。

### 映画
2004年には、保導連盟署名者の凄惨な処刑が重要な場面で描かれている映画『ブラザーフッド』が製作・公開された。